# بخور مريم إفريقي
بخور مريم الإفريقي (باللاتينية: Cyclamen africanum) نوع نباتي عشبي يتبع جنس بخور مريم من الفصيلة المرسينية.

## البيئة والانتشار

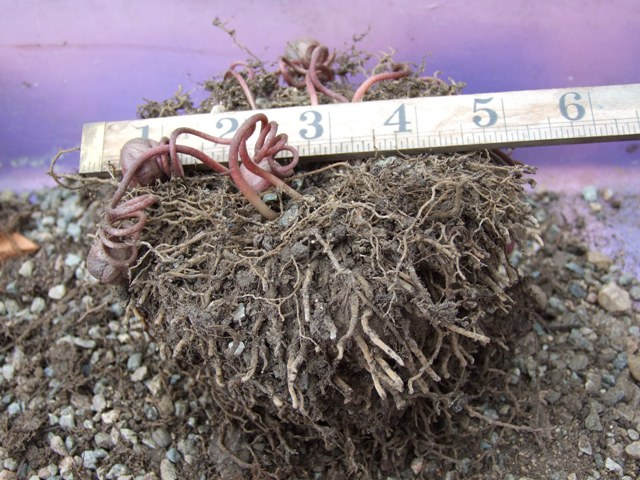
القياس

موطنه المغرب العربي.

## مرادفات للاسم العلمي
- (باللاتينية: Cyclamen ambiguum O. Schwarz, nom. illeg.)
- (باللاتينية: Cyclaminus africana (Boiss. & Reut.) Bonnet & Barratte)
- (باللاتينية: Cyclamen africanum subsp. commutatum O. Schwarz & Lepper)